# Muni Long
Priscilla Renea Hamilton, née le 14 septembre 1988 à Gifford (Floride), connue sous le nom de scène de Muni Long (prononcé "money long"), est une chanteuse et compositrice américaine. Sous son nom de naissance, son premier album studio solo, Jukebox (en), est sorti chez Capitol Records en 2009. Elle passe la décennie suivante à co-écrire des chansons pour d'autres artistes, dont les singles California King Bed de Rihanna, Worth It de Fifth Harmony, Love So Soft de Kelly Clarkson, Imagine d'Ariana Grande, et Timber de Pitbull et Kesha.
Revenant à sa carrière d'artiste solo, son deuxième album studio, Coloured (en) (2018), sort via Thirty Tigers et Sony Music, et voit Hamilton explorer les genres Americana et country soul. Après avoir adopté le nom de scène Muni Long, elle connaît un succès commercial majeur en tant qu'artiste indépendante avec le single Hrs and Hrs (en), qui atteint le top 20 du Billboard Hot 100, l'amenant finalement à signer un contrat d'enregistrement avec Def Jam Recordings.
En 2023, elle remporte le Grammy Award de la meilleure performance R&B pour Hrs and Hrs. Elle reçoit trois autres nominations aux Grammy Awards tout au long de sa carrière : celle du meilleur nouvel artiste, de la meilleure chanson R&B (Hrs & Hrs) et une nomination pour l'album de l'année grâce à son travail sur Back of My Mind (en) de H.E.R..

## Jeunesse
Née Priscilla Renea dans la campagne de Gifford, en Floride, en 1988, son père est membre de la marine. Elle déclare qu'elle a commencé à chanter à l'âge de deux ans, mais qu'elle n'était pas à l'aise de le faire devant les autres avant d'avoir grandi,. Adolescente, elle découvre YouTube et commence à publier des vidéos d'elle chantant dans sa chambre. Sa première vidéo est une interprétation de Cry Me a River qu'elle soumet à un concours dont le gagnant aurait l'occasion de chanter avec Justin Timberlake aux Grammy Awards mais elle ne le remporte pas. Elle enregistre aussi des vidéos d'elle-même en train de chanter le dictionnaire et compose ses propres chansons de manière indépendante. Sa chaîne obtient plus de 30 000 abonnements et elle a l'occasion de participer à l'émission de MTV, Say What? Karaoke.

## Carrière

### 2009-2010: Débuts de carrière etJukebox

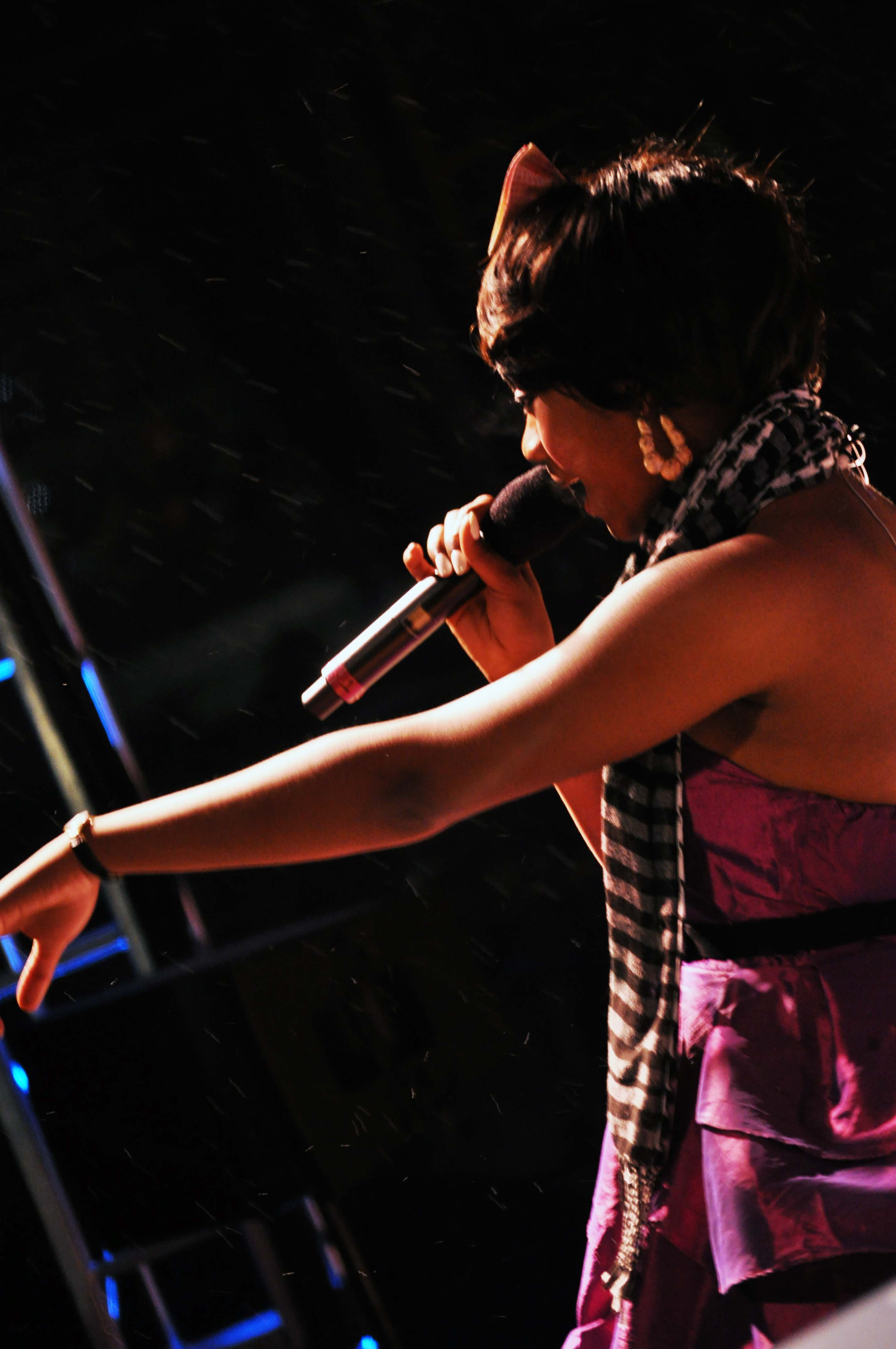
Hamilton en 2009.

En 2009, après avoir gagné en popularité sur YouTube, à 21 ans, elle signe avec Capitol Records sous son nom de naissance. Son premier album doit sortir le 20 octobre 2009, mais est retardé pour un enregistrement supplémentaire. Il est précédé du single Dollhouse, sorti le 18 août. Le single ne réussit pas à atteindre le Billboard Hot 100 mais atteint la 11e place du classement des singles Heatseekers et la 31eplace du Hot Dance Club Songs, ce qui en fait léger succès.
Jukebox sort le 1er décembre 2009 et ne se vend qu'à 1 200 exemplaires la première semaine. Cependant, il atteint la 23e place du palmarès des albums Billboard Heatseekers pendant une semaine. Malgré son échec commercial, l'album est acclamé par la critique. Billboard souligne son « talent pour combiner la prose et la poésie avec des rythmes accrocheurs ». Le deuxième et dernier single, Lovesick sort le 2 mars 2010, mais ne se classe pas.

### 2010-2018: Écriture de chansons pour d'autres artistes etColoured
Long commence à écrire des chansons pour d'autres artistes. En 2010, elle co-écrit le single Promise This de Cheryl ; ainsi que California King Bed, issue du cinquième album studio de Rihanna, Loud, sorti en novembre 2010. Fin 2011, elle participe à la retraite de l'ASCAP, un événement d'écriture de chansons en France parrainé par la Fondation Cain, Avid, Gibson et Sennheiser. Elle poursuit sa carrière d'autrice-compositrice, écrivant des chansons pour Rihanna, Demi Lovato, Madonna, Mika, Selena Gomez & The Scene, Chris Brown et Little Mix,.
En 2013, Long chante aux côtés de B.o.B sur la chanson John Doe issue de son album Underground Luxury. L'année suivante, elle contribue au premier album des Fifth Harmony, Reflection, en co-écrivant la chanson Worth It , troisième single de l'album ; la chanson atteint la 12e place du Billboard Hot 100. Long co-écrit aussi le duo à succès de Carrie Underwood et Miranda Lambert Somethin' Bad, qui est nommé pour un Grammy Award et atteint la 1re du Billboard's Country Chart. La chanson est ensuite choisie par NBC Sports pour remplacer I Hate Myself for Loving You de Joan Jett comme thème d'ouverture de sa National Football League. Comme la chanson de Jett, Somethin' Bad est retravaillée pour s'adapter au récit de l'émission sous le nom de Oh, Sunday Night et est interprété par Carrie Underwood.
Long apparait en tant que choriste sur Be Right There de Diplo et Sleepy Tom en 2015. Le morceau reçoit le titre de « disque le plus chaud du monde » lors de l'émission du vendredi soir d'Annie Mac sur BBC Radio 1. Les paroles de Be Right There sont tirées du single de Jade Don't Walk Away sorti en 1992. En 2016, Long collabore avec Pusha T et Meek Mill sur Black Moses. La chanson fait partie de la bande originale du film The Birth of a Nation,.
En 2017, elle figure sur la chanson Loverman de Train, extraite de leur album A Girl, a Bottle, a Boat. Le 6 avril 2018, Long publie Gentle Hands et Heavenly, les deux premiers singles de son album à venir, Coloured. Les vidéoclips des deux singles sont mis en ligne via Paper Magazine. L'album sort le 22 juin 2018, neuf ans après son précédent album. NPR note qu'en tant qu'album de country afro-américaine, Coloured est une « déclaration consciemment conflictuelle ». Rolling Stone présent Family Tree, chanson extraite de l'album comme une chanson d'« autonomisation ». La chanson Land of the Free, selon NPR, sert « d'appel à l'empathie envers ceux qui vivent dans la peur du profilage racial et de la brutalité policière ». Ashley Gorley co-écrit plusieurs morceaux.

### 2019-présent: Percée etPublic Displays of Affection
Renea, travaillant sous le nom de scène Muni Long (prononcé "money long") à partir de 2019, sort la chanson Midnight Snack avec une vidéo d'accompagnement, mettant en vedette Jacob Latimore en octobre 2020. Cette même année, elle est également créditée pour avoir co-écrit Just like Magic d'Ariana Grande et Six Thirty sur l'album Positions. Expliquant que Muni Long est la « protectrice de Priscilla », Long sort son single intitulé Build a Bae avec le rappeur Yung Bleu en décembre 2020, son quatrième single depuis octobre. Elle a précédemment sorti son premier EP Black Like This, qui célèbre la beauté noire, le 13 novembre sous son propre label Supergiant Records. Il est suivi d'un EP de sept titres Nobody Knows en juillet 2021. En novembre, elle sort un autre EP de huit titres intitulé Public Displays of Affection. Décrivant l'EP comme "intime", Vibe le classe comme le 19e meilleur album R&B de 2021. Long sort également un clip pour le morceau Hrs and Hrs, une chanson sur laquelle elle « détaille ce qu'elle peut faire pendant des heures et des heures avec son partenaire ». En janvier 2022, le titre Time Machine devient viral sur TikTok.
En mars 2022, Long signe avec le label Def Jam Recordings. Selon Vogue, Muni Long reflète la « nouvelle personnalité forte et fabuleuse de Renea à travers la mode » ainsi que la musique, créant une nouvelle « identité de la mode » avec l'aide du célèbre styliste Jason Rembert. Discutant de la notion d'être un modèle noir, elle déclare : « la façon dont vous êtes présenté à quelqu'un est la façon dont il se souviendra de vous, à moins que vous ne soyez réintroduit » et ajoute « Je suis dans le processus de réintroduction »
Le 1er juillet 2022, Long sort l'EP Public Displays of Affection Too, promu par les singles Pain, Another et Baby Boo, ce dernier étant une collaboration avec le rappeur Saweetie.
Le 14 septembre 2022, Long annonce que son troisième album studio (et ses débuts sous son surnom actuel) Public Displays of Affection: The Album sortira le 23 septembre 2022. La collection de dix-huit titres comprend toutes les chansons de ses deux EP précédents (à part Just Beginning), ainsi que six nouveaux titres.

## Vie privée
Elle cite les litiges, les batailles avec l'ancienne direction, ainsi que le « tourbillon d'être abandonné, re-signé puis abandonné à nouveau par un label » comme catalyseurs créatifs pour son travail,,. Elle dirige son propre label de musique, Supergiant Records, nommé en référence à « la plus grande étoile de la galaxie ».

## Discographie

### Albums studios
| Titre | Détails |         | |
| --- | --- | ------- | --- |
| Titre | Détails | Jukebox | - Sortie : 1er décembre 2009 - Format : CD, téléchargement numérique, diffusion en continu - Label : Capitol |
| Coloured                                                                                                 | - Sortie : 22 juin 2018 - Format : LP, CD, téléchargement numérique, diffusion en continu - Label : White Rose Garden, Thirty Tigers |         | |
| Public Displays of Affection: The Album                                                                  | - Sortie : 23 septembre 2022 - Label : Supergiant, Def Jam - Formats : CD, LP, téléchargement numérique, diffusion en continu        |         | |
| "-" indique les versions qui n'ont pas été répertoriées ou qui n'ont pas été publiées sur ce territoire. | |         | |

### EP
| Titre | Détails |                |                                                                                      |
| --- | --- | -------------- | ------------------------------------------------------------------------------------ |
| Titre | Détails | Hello My Apple | - Sortie : 2009 - Label: Capitol - Formats : CD, téléchargement numérique, streaming |
| Black Like This                                                                                          | - Sortie : 13 novembre 2020 - Label: Supergiant - Formats : téléchargement numérique, diffusion en continu                                     |                |                                                                                      |
| Nobody Knows                                                                                             | - Sortie : 14 juillet 2021 - Label : Supergiant, MPR Global, Inc., Def Jam - Formats : téléchargement numérique, diffusion en continu          |                |                                                                                      |
| Public Displays of Affection                                                                             | - Sortie : 19 novembre 2021 - Label : Supergiant, MPR Global, Inc., Def Jam - Formats : téléchargement numérique, diffusion en continu, CD, LP |                |                                                                                      |
| Public Displays of Affection Too                                                                         | - Sortie : 1er juillet 2022 - Label : Supergiant, MPR Global, Inc., Def Jam - Formats : téléchargement numérique, diffusion en continu         |                |                                                                                      |
| "-" indique les versions qui n'ont pas été répertoriées ou qui n'ont pas été publiées sur ce territoire. | |                |                                                                                      |

### En tant que compositrice
| Année | Artiste                    | Album                                        | Chanson                  |
| ----- | -------------------------- | -------------------------------------------- | ------------------------ |
| 2008  | Girlicious                 | Girlicious                                   | Here I Am                |
| 2009  | Cheryl                     | 3 Words                                      | Promise This             |
| 2010  | Cheryl                     | Messy Little Raindrops                       | Hummingbird              |
| 2010  | Cheryl                     | Messy Little Raindrops                       | Raindrops                |
| 2010  | Cheryl                     | Messy Little Raindrops                       | The Flood                |
| 2010  | Rihanna                    | Loud                                         | California King Bed      |
| 2011  | Chris Brown                | F.A.M.E.                                     | Beg for It               |
| 2011  | Selena Gomez and the Scene | When the Sun Goes Down                       | Who Says                 |
| 2011  | Selena Gomez and the Scene | When the Sun Goes Down                       | Bang Bang Bang           |
| 2011  | Kelly Rowland              | Here I Am                                    | Work It Man              |
| 2011  | Kelly Rowland              | Here I Am                                    | Turn It Up               |
| 2011  | Greyson Chance             | Hold On 'til the Night                       | Stranded                 |
| 2011  | Demi Lovato                | Unbroken                                     | Fix a Heart              |
| 2011  | Demi Lovato                | Unbroken                                     | Yes I Am                 |
| 2011  | Cher Lloyd                 | Sticks and Stones                            | Superhero                |
| 2011  | Rihanna                    | Talk That Talk                               | Watch n' Learn           |
| 2011  | Mary J. Blige              | My Life II... The Journey Continues (Act 1)  | Don't Mind               |
| 2011  | Six D                      |                                              | Best Damn Night          |
| 2012  | Madonna                    | MDNA                                         | Gang Bang                |
| 2012  | Madonna                    | MDNA                                         | Love Spent               |
| 2012  | Chris Brown                | Fortune                                      | Don't Wake Me Up         |
| 2012  | Mika                       | The Origin of Love                           | Popular Song             |
| 2012  | Bridgit Mendler            | Hello My Name Is...                          | All I See Is Gold        |
| 2012  | Bridgit Mendler            | Hello My Name Is...                          | 5:15                     |
| 2012  | Girls' Generation          | Girls' Generation II ~Girls & Peace~         | I'm A Diamond            |
| 2012  | Little Mix                 | DNA                                          | Turn Your Face           |
| 2012  | Sabi                       | All I Want                                   | Where They Do That At?   |
| 2013  | Demi Lovato                | Demi                                         | In Case                  |
| 2013  | K. Michelle                | Rebellious Soul                              | V.S.O.P                  |
| 2013  | Tamar Braxton              | Love and War                                 | Tip Toe                  |
| 2013  | The Saturdays              | Living for the Weekend                       | Gentleman                |
| 2013  | The Saturdays              | Living for the Weekend                       | Lease My Love            |
| 2013  | Pitbull                    | Meltdown                                     | Timber                   |
| 2013  | Chrisette Michele          | Better                                       | Snow                     |
| 2014  | Miranda Lambert            | Platinum                                     | Somethin' Bad            |
| 2014  | Mary J. Blige              | Think Like a Man Too                         | Wonderful                |
| 2015  | Fifth Harmony              | Reflection                                   | Worth It                 |
| 2015  | Fifth Harmony              | Reflection                                   | Going Nowhere            |
| 2015  | Mariah Carey               | Number 1 to Infinity                         | Infinity                 |
| 2015  | Monica                     | Code Red                                     | I Miss Music             |
| 2015  | Curren$y                   | Canal Street Confidential                    | Bottom of the Bottle     |
| 2015  | Charlie Puth               | Nine Track Mind                              | River                    |
| 2016  | K. Michelle                | More Issues Than Vogue                       | Time                     |
| 2016  | K. Michelle                | More Issues Than Vogue                       | Rich                     |
| 2016  | K. Michelle                | More Issues Than Vogue                       | All I Got                |
| 2016  | K. Michelle                | More Issues Than Vogue                       | Memphis                  |
| 2016  | Fifth Harmony              | 7/27                                         | Write on Me              |
| 2016  | Fifth Harmony              | 7/27                                         | Squeeze                  |
| 2016  | Nick Jonas                 | Last Year Was Complicated                    | Touch                    |
| 2016  | Nick Jonas                 | Last Year Was Complicated                    | Bacon                    |
| 2016  | Sabrina Carpenter          | Evolution                                    | Thumbs                   |
| 2016  | Meek Mill, Pusha T         | The Birth of a Nation: The Inspired By Album | Black Moses              |
| 2016  | Fantasia Barrino           | The Definition Of...                         | When I Met You           |
| 2017  | Brooke Candy, Sia          | Daddy Issues                                 | Living Out Loud          |
| 2017  | Kelly Clarkson             | Meaning of Life                              | Love So Soft             |
| 2017  | ZZ Ward                    | The Storm                                    | Help Me Mama             |
| 2017  | Train                      | A Girl, a Bottle, a Boat                     | Drink Up                 |
| 2017  | Train                      | A Girl, a Bottle, a Boat                     | Crazy Queen              |
| 2017  | K. Michelle                | Kimberly: The People I Used to Know          | Brain on Love            |
| 2017  | Tamar Braxton              | Bluebird of Happiness                        | Heart in My Hands        |
| 2017  | Mary J. Blige              | Strength of a Woman                          | It's Me                  |
| 2018  | Mariah Carey               | Caution                                      | A No No                  |
| 2018  | David Guetta               |                                              | She Knows How to Love Me |
| 2019  | Ariana Grande              | Thank U, Next                                | Fake Smile               |
| 2019  | Ariana Grande              | Thank U, Next                                | Imagine                  |
| 2019  | Cláudia Leitte             |                                              | Bandera                  |
| 2020  | Ariana Grande              | Positions                                    | Just Like Magic          |
| 2020  | Ariana Grande              | Positions                                    | Six Thirty               |
| 2021  | Florida Georgia Line       | Life Rolls On                                | New Truck                |